# Omloop Het Nieuwsblad 2025
De wielerwedstrijd Omloop Het Nieuwsblad vond in 2025 plaats op zaterdag 1 maart. Voor de mannen was het de 80ste editie die op de kalender stond (en de 78ste die werd verreden) en voor de vrouwen was het de twintigste editie. De ploegen van beide koersen werden voorgesteld in het Kuipke in Gent, waarna de officiële start volgde in Merelbeke. De finish lag wederom in Ninove.

## Mannen

### Uitslag
| Plaats  | Naam                    | Ploeg                           | Tijd     |
| ------- | ----------------------- | ------------------------------- | -------- |
| Winnaar | Søren Wærenskjold       | Uno-X Mobility                  | 4u37'53" |
| 2       | Paul Magnier            | Soudal Quick-Step               | z.t.     |
| 3       | Jasper Philipsen        | Alpecin-Deceuninck              | z.t.     |
| 4       | Brent Van Moer          | Lotto                           | z.t.     |
| 5       | Samuel Watson           | INEOS Grenadiers                | z.t.     |
| 6       | Lukáš Kubiš             | Unibet Tietema Rockets          | z.t.     |
| 7       | Piet Allegaert          | Cofidis                         | z.t.     |
| 8       | Vincenzo Albanese       | EF Education-EasyPost           | z.t.     |
| 9       | Marijn van den Berg     | EF Education-EasyPost           | z.t.     |
| 10      | Lewis Askey             | Groupama-FDJ                    | z.t.     |
| 11      | Wout van Aert           | Team Visma I Lease a Bike       | z.t.     |
| 12      | Matteo Trentin          | Tudor Pro Cycling Team          | z.t.     |
| 13      | Rasmus Søjberg Pedersen | Decathlon AG2R La Mondiale Team | z.t.     |
| 14      | Alexis Renard           | Cofidis                         | z.t.     |
| 15      | Tim van Dijke           | Red Bull-BORA-hansgrohe         | z.t.     |
| 16      | Mathias Vacek           | Soudal Quick-Step               | z.t.     |
| 17      | Arjen Livyns            | Lotto                           | z.t.     |
| 18      | Cees Bol                | XDS Astana Team                 | z.t.     |
| 19      | Mike Teunissen          | XDS Astana Team                 | z.t.     |
| 20      | Jake Stewart            | Israel-Premier Tech             | z.t.     |

## Vrouwen

### Deelnemende ploegen
Er namen vijftien UCI World Tour-ploegen, zes UCI ProTeams en drie UCI Continental teams deel.
| WorldTour | WorldTour | ProTeam | Continentaal                                                    |
| --- | --- | --- | --------------------------------------------------------------- |
| AG Insurance-Soudal CANYON//SRAM zondacrypto CERATIZIT Pro Cycling Team Fenix-Deceuninck FDJ-SUEZ Human Powered Health Lidl-Trek Liv AlUla Jayco | Movistar Team Roland Team Picnic PostNL Team SD Worx-Protime Team Visma I Lease a Bike UAE Team ADQ Uno-X Mobility | Arkéa-B&B Hotels Cofidis EF-Oatly-Cannondale Saint Michel-Preference Home-Auber93 VolkerWessels Winspace Orange Seal | BePink-Imatra-Bongioanni DD Group Pro Cycling Team Lotto Ladies |

### Uitslag
| Plaats  | Naam                      | Ploeg                      | Tijd     |
| ------- | ------------------------- | -------------------------- | -------- |
| Winnaar | Lotte Claes               | Arkéa-B&B Hotels           | 3u39'43" |
| 2       | Aurela Nerlo              | Winspace Orange Seal       | z.t.     |
| 3       | Demi Vollering            | FDJ-SUEZ                   | + 3'25"  |
| 4       | Puck Pieterse             | Fenix-Deceuninck           | z.t.     |
| 5       | Lorena Wiebes             | Team SD Worx-Protime       | + 3'35"  |
| 6       | Eleonora Gasparrini       | UAE Team ADQ               | z.t.     |
| 7       | Pfeiffer Georgi           | Team Picnic PostNL         | z.t.     |
| 8       | Clara Copponi             | Lidl-Trek                  | z.t.     |
| 9       | Ilse Pluimers             | AG Insurance-Soudal        | z.t.     |
| 10      | Margot Vanpachtenbeke     | VolkerWessels              | z.t.     |
| 11      | Maike van der Duin        | CANYON//SRAM zondacrypto   | z.t.     |
| 12      | Thalita de Jong           | Human Powered Health       | z.t.     |
| 13      | Christina Schweinberger   | Fenix-Deceuninck           | z.t.     |
| 14      | Silvia Persico            | UAE Team ADQ               | z.t.     |
| 15      | Ruby Roseman-Gannon       | Liv AlUla Jayco            | z.t.     |
| 16      | Maria Giulia Confalonieri | Uno-X Mobility             | z.t.     |
| 17      | Eline Jansen              | VolkerWessels              | z.t.     |
| 18      | Letizia Borghesi          | EF Education-Oatly         | z.t.     |
| 19      | Daniek Hengeveld          | CERATIZIT Pro Cycling Team | z.t.     |
| 20      | Ingvild Gåskjenn          | Uno-X Mobility             | z.t.     |

1945 · 1946 · 1947 · 1948 · 1949 · 1950 · 1951 · 1952 · 1953 · 1954 · 1955 · 1956 · 1957 · 1958 · 1959 · 1960 · 1961 · 1962 · 1963 · 1964 · 1965 · 1966 · 1967 · 1968 · 1969 · 1970 · 1971 · 1972 · 1973 · 1974 · 1975 · 1976 · 1977 · 1978 · 1979 · 1980 · 1981 · 1982 · 1983 · 1984 · 1985 · 1986 · 1987 · 1988 · 1989 · 1990 · 1991 · 1992 · 1993 · 1994 · 1995 · 1996 · 1997 · 1998 · 1999 · 2000 · 2001 · 2002 · 2003 · 2004 · 2005 · 2006 · 2007 · 2008 · 2009 · 2010 · 2011 · 2012 · 2013 · 2014 · 2015 · 2016 · 2017 · 2018 · 2019 · 2020 · 2021 · 2022 · 2023 · 2024 · 2025
Tour Down Under ·
Great Ocean Road Race ·
Ronde van de Verenigde Arabische Emiraten ·
Omloop Het Nieuwsblad ·
Strade Bianche ·
Parijs-Nice · 
Tirreno-Adriatico · 
Milaan-San Remo ·
Ronde van Catalonië ·
Classic Brugge-De Panne ·
E3 Saxo Classic ·
Gent-Wevelgem ·
Dwars door Vlaanderen ·
Ronde van Vlaanderen ·
Ronde van het Baskenland ·
Parijs-Roubaix ·
Amstel Gold Race ·
Waalse Pijl ·
Luik-Bastenaken-Luik ·
Ronde van Romandië ·
Eschborn-Frankfurt ·
Ronde van Italië ·
Critérium du Dauphiné ·
Ronde van Zwitserland ·
Copenhagen Sprint · 
Ronde van Frankrijk ·
Clásica San Sebastián ·
Ronde van Polen ·
BEMER Cyclassics ·
Renewi Tour ·
Ronde van Spanje ·
Bretagne Classic ·
GP van Quebec ·
GP van Montreal ·
Ronde van Lombardije ·
Ronde van Guangxi
Tour Down Under ·
Cadel Evans Great Ocean Road Race ·
Ronde van de Verenigde Arabische Emiraten ·
Omloop Het Nieuwsblad ·
Strade Bianche ·
Trofeo Alfredo Binda-Comune di Cittiglio ·
Milaan-San Remo ·
Brugge-De Panne ·
Gent-Wevelgem ·
Ronde van Vlaanderen ·
Parijs-Roubaix ·
Amstel Gold Race ·
Waalse Pijl ·
Luik-Bastenaken-Luik ·
Ronde van Spanje ·
Ronde van het Baskenland ·
Ronde van Burgos ·
Ronde van Groot-Brittannië ·
Ronde van Zwitserland ·
Copenhagen Sprint · 
Ronde van Italië ·
Ronde van Frankrijk ·
Ronde van Romandië ·
Ronde van Scandinavië ·
GP de Plouay-Bretagne ·
Simac Ladies Tour ·
Ronde van Chongming ·
Ronde van Guangxi